# Dactylispa issiki
Dactylispa issiki es una especie de insecto coleóptero de la familia Chrysomelidae.
Fue descrita científicamente en 1938 por Chûjô.